# 宮ヶ瀬越

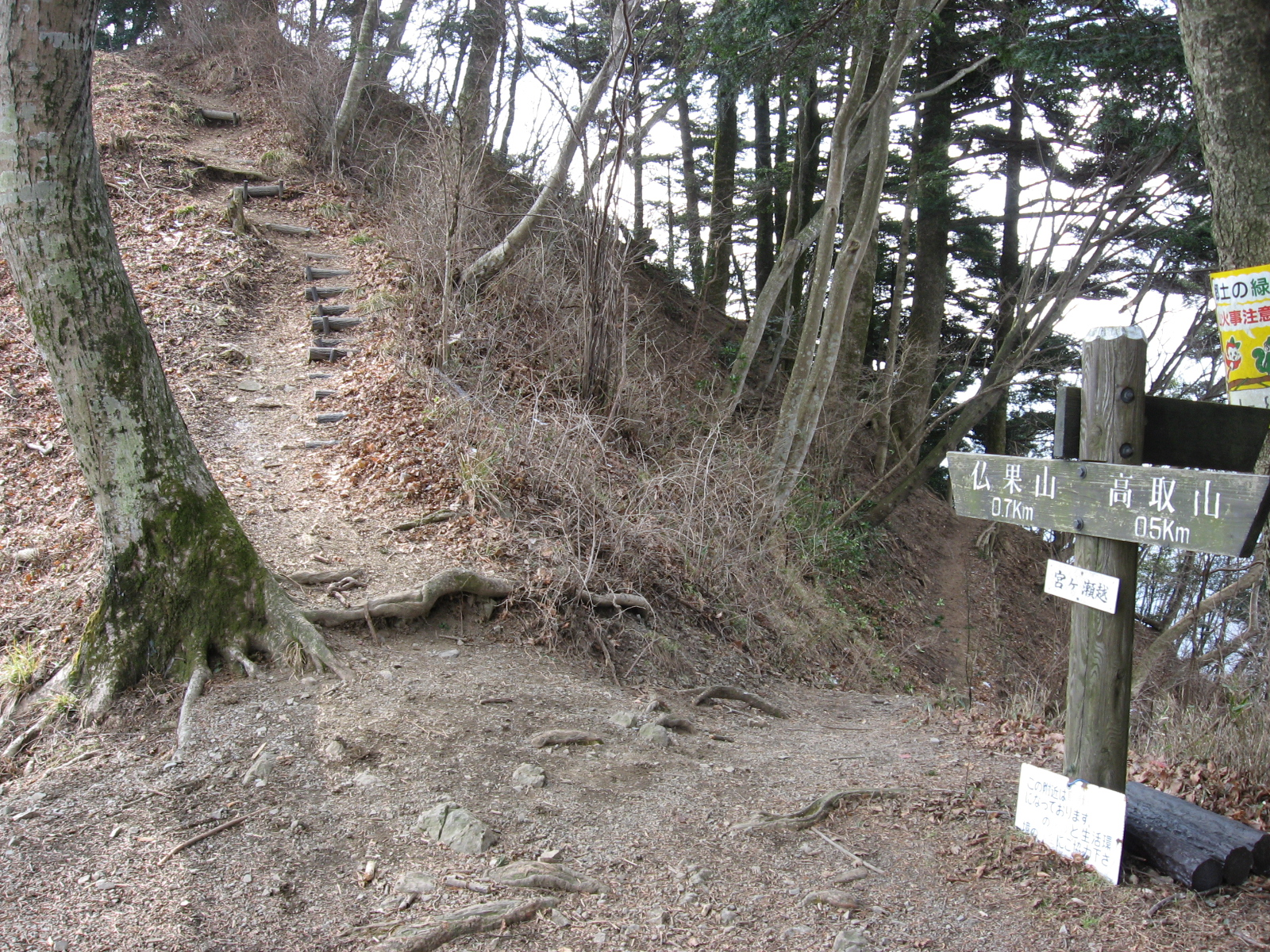
宮ヶ瀬越。右は仏果山登山口バス停方面、前は仏果山方面、手前は高取山方面。

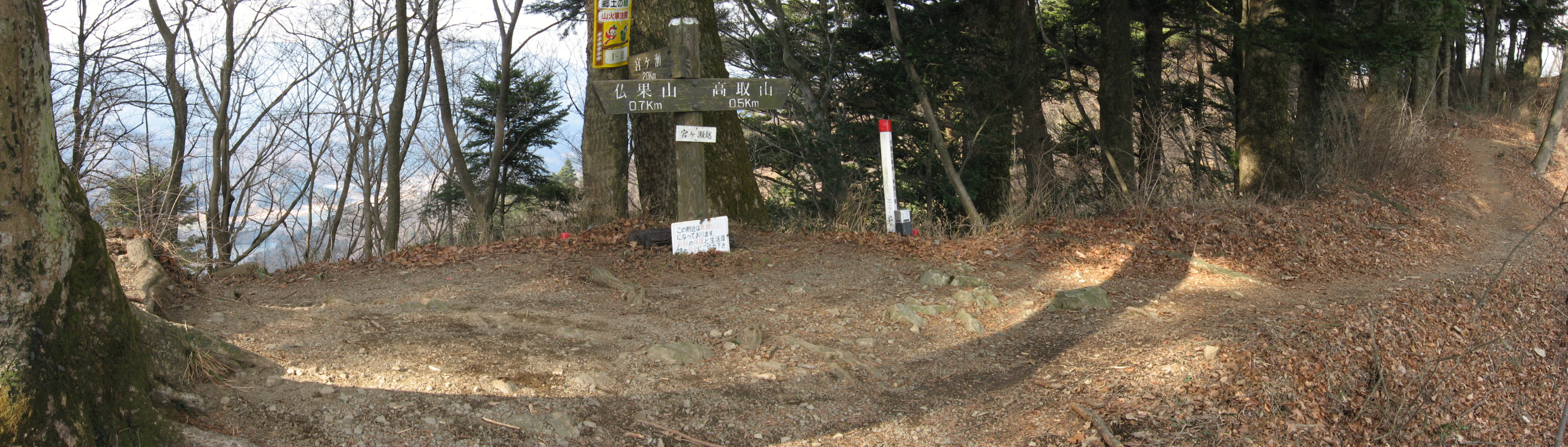
宮ヶ瀬越全景。左は仏果山方面、奥は仏果山登山口バス停方面、右は高取山方面。

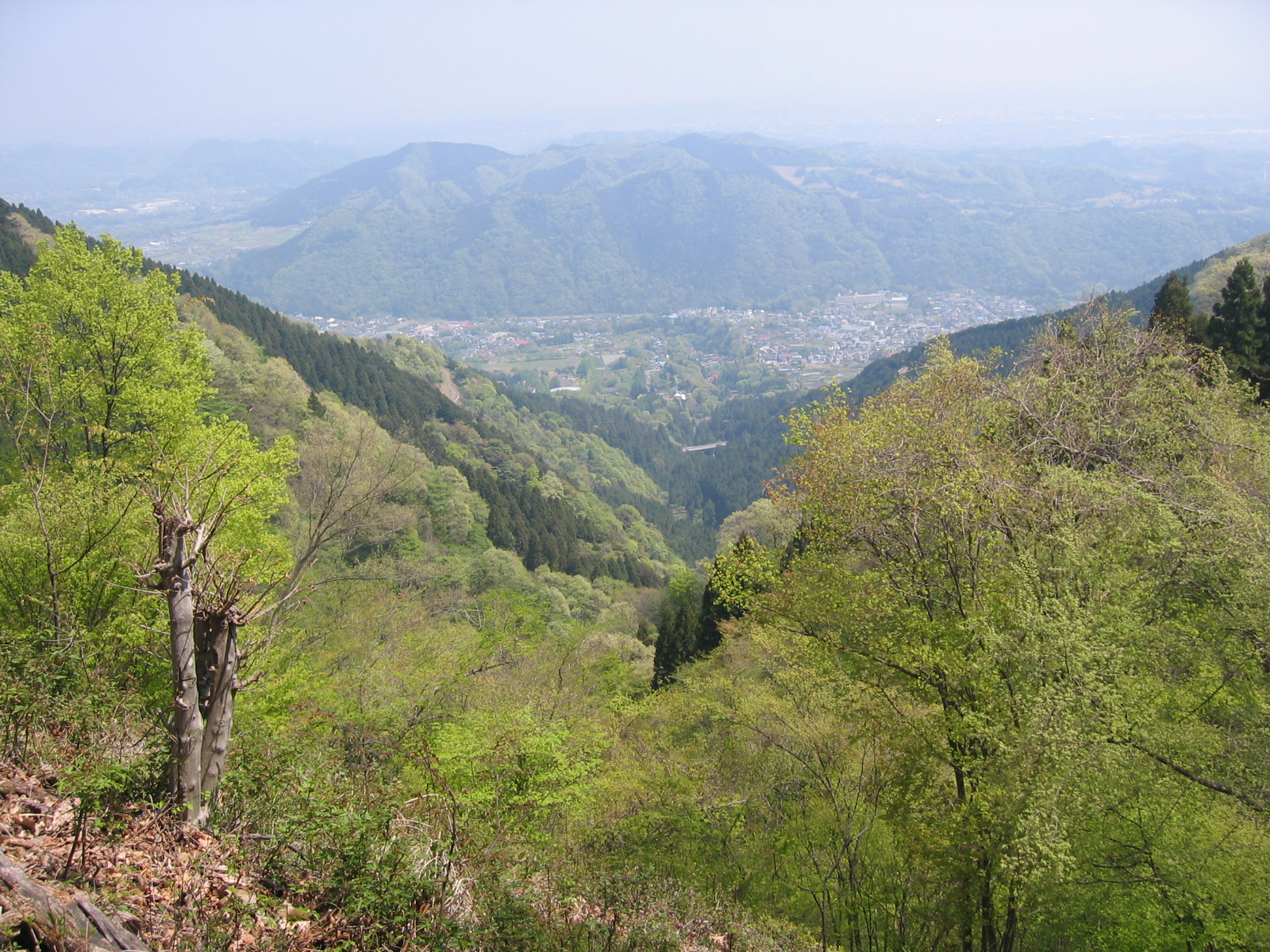
宮ヶ瀬越付近からの眺望

宮ヶ瀬越（みやがせごえ）は、神奈川県愛甲郡愛川町と清川村の境、仏果山から高取山にかけての登山道の途中にある海抜663mの峠。